# Arenas de José Ignacio
Arenas de José Ignacio es un balneario uruguayo del departamento de Maldonado y forma parte del municipio de Garzón. 

## Ubicación
El balneario se encuentra localizado al sureste del departamento de Maldonado, sobre las costas del océano Atlántico, al oeste de la laguna Garzón, en el km 185 de la ruta nacional 10 y a 2 km al este del balneario José Ignacio. Aproximadamente 40 km la separan de la ciudad de Punta del Este y de la capital departamental Maldonado.

## Población
Su población, de acuerdo a los datos del censo de 2011, es de 38 habitantes.
| 51            | 4 | 38 |
| (Fuente: INE) |   |    |